# Gmina Sienno
Die Gmina Sienno ist eine Stadt-und-Land-Gemeinde im Powiat Lipski der Woiwodschaft Masowien in Polen. Sie hat etwa 5750 Einwohner. Ihr Sitz ist die gleichnamige Stadt mit etwa 930 Einwohnern.

## Geographie

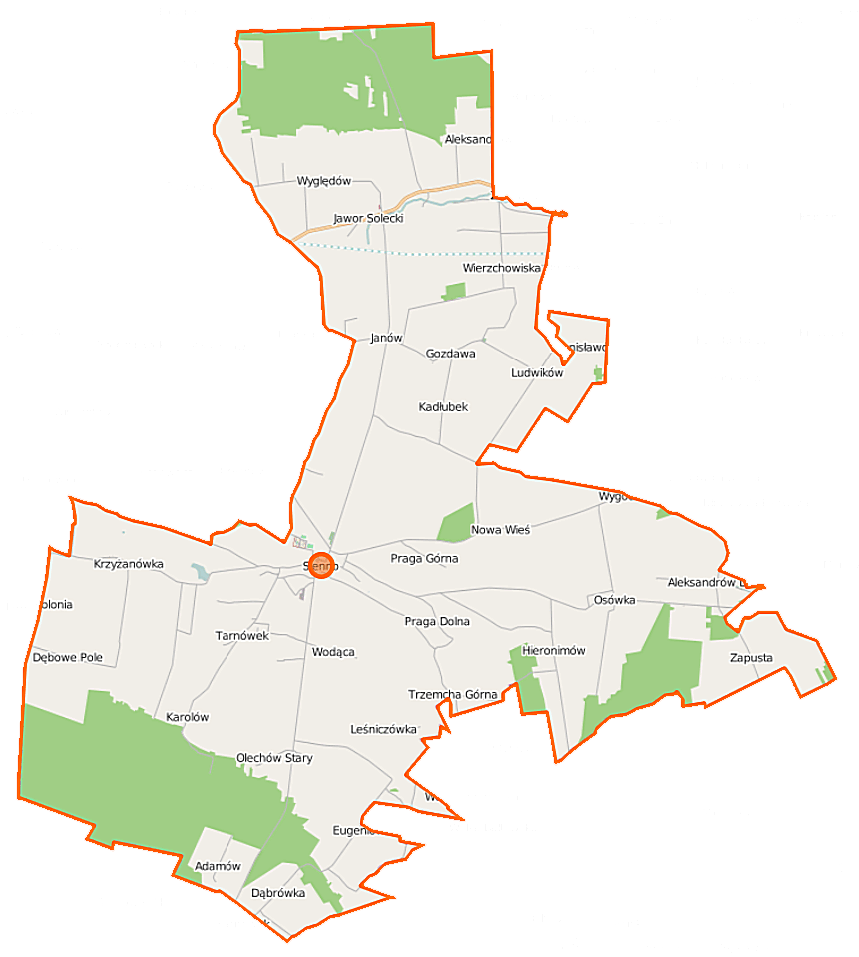
Karte der Gemeinde

Die Gemeinde liegt im Süden der Woiwodschaft und grenzt dort an die Woiwodschaft Heiligkreuz. Die Großstadt Radom liegt etwa 50 Kilometer nordwestlich, Warschau 160 Kilometer nördlich. Die Gemeinde hat eine Fläche von 147 km², von der 80 Prozent land- und 17 Prozent forstwirtschaftlich genutzt werden. Ihr Gebiet ist mit etwa 39 Einwohnern/km² dünn besiedelt.

## Geschichte
In russischer Zeit wurden Sienno nach dem Januaraufstand die Stadtrechte aberkannt. Die Landgemeinde Sienno wurde 1954 in Gromadas aufgelöst. Der historische Powiat Iłżecki wurde 1973 aufgelöst. Die Landgemeinde wurde zum 1. Januar 1973 aus Gromadas wieder errichtet. Von 1975 bis 1998 gehörte das Gemeindegebiet zur Woiwodschaft Radom. Die Gemeinde kam 1999 an die Woiwodschaft Masowien und den Powiat Lipski. Zum 1. Januar 2024 erhielt der Hauptort wieder Stadtrechte und die Gemeinde den Status einer Stadt-und-Land-Gemeinde.

## Gliederung
Zur Stadt-und-Land-Gemeinde (gmina miejsko-wiejska) Sienno gehören die namensgebende Stadt und 35 Dörfer. Stadt und Dörfer haben jeweils ein Schulzenamt (sołectwo):
Sienno
Adamów
Aleksandrów
Aleksandrów Duży
Bronisławów
Dąbrówka
Dębowe Pole
Eugeniów
Gozdawa
Hieronimów
Janów
Jawor Solecki
Jaworska Wola
Kadłubek
Karolów
Kochanówka
Krzyżanówka
Leśniczówka
Ludwików
Nowa Wieś
Olechów Nowy
Olechów Stary
Osówka
Piasków
Praga Dolna
Praga Górna
Rogalin
Stara Wieś
Tarnówek
Trzemcha Dolna
Trzemcha Górna
Wierzchowiska Drugie
Wierzchowiska Pierwsze
Wodąca
Wyględów
Wygoda
Zapusta

## Verkehr
Die Woiwodschaftsstraße DW747 führt von Iłża über Jawor Solecki im Norden der Gemeinde und die Kreisstadt Lipsko nach Solec nad Wisłą.
Der nächste Bahnhof ist Ostrowiec Świętokrzyski an der Bahnstrecke Łódź–Dębica.
Der nächste internationale Flughafen ist Warschau.